# Lomaspilis staphyleata
Lomaspilis staphyleata là một loài bướm đêm trong họ Geometridae.